# Francesco Antommarchi
Francesco Carlo Antommarchi (Morsiglia, 5 luglio 1780 – Santiago di Cuba, 3 aprile 1838) è stato un medico francese di origine italiana.

## Biografia
Nacque nel 1780 nella frazione di Stanti di Morsiglia, un paese nella penisola di Capo Corso in Corsica, a 50 km a nord di Bastia.
Comincia i suoi studi a Livorno, poi studia all'Università di Pisa e nel marzo 1808 diventa dottore in filosofia e medicina. Si spostò quindi a Firenze dove lavorò all'Ospedale di Santa Maria Nuova; nel frattempo continuò i suoi studi e nel 1812 ottenne il diploma di dottore in chirurgia all'Università di Firenze e dopo essersi laureato lavorò agli ordini dell'anatomista Paolo Mascagni, a partire dal 7 luglio 1813.
Su richiesta della madre di Napoleone, Maria Letizia Ramolino e di suo zio, il cardinale Joseph Fesch, diventa medico personale di Napoleone durante il suo esilio a Sant'Elena a partire dal 1819, dopo l'espulsione dall'isola del medico Barry Edward O'Meara.
Partito da Firenze, arriva a Sant'Elena nel settembre 1819, il 5 maggio 1821 assiste alla morte di Napoleone e il giorno dopo esegue l'autopsia sul cadavere e afferma che la morte è avvenuta a causa di cancro allo stomaco.
In seguito creò la maschera mortuaria di Napoleone che asserì di aver tratto dal volto dell'imperatore subito dopo la morte e tuttora conservata al Musée de l'Armée di Parigi, anche se alcuni storici rimangono dubbiosi sulla sua paternità.
Il 27 maggio 1821 si imbarca a Sant'Elena e sbarca in Inghilterra a Portsmouth il 31 luglio, raggiunge subito Parma dove si presenta a Maria Luigia d'Austria, consorte di Napoleone e ex imperatrice dei francesi e duchessa di Parma, Piacenza e Guastalla; qui si accorda con la vedova per le disposizioni testamentarie, poi raggiunge Roma dove incontra la madre di Napoleone.
Dopo il soggiorno in Italia, raggiunge Parigi dove apre un gabinetto medico in 32 Rue de Rivoli e dove sarà sotto sorveglianza della gendarmeria. Dal 15 aprile al 7 settembre 1831 si reca in Polonia come ispettore generale degli ospedali polacchi e al suo ritorno sposta il suo gabinetto medico in 8 Rue Fouard.
Nel 1834 parte per New Orleans dove arriva l'8 novembre 1834: qui fa dono alla popolazione della maschera mortuaria in bronzo di Napoleone e, nei tre anni di residenza nella città, apre un gabinetto medico e fa numerosi interventi alla cataratta.
Nel maggio 1837 parte per il Messico, dove esercita come medico itinerante, e poi per Cuba dove incontra suo cugino Antonio-Benjamin Antommarchi che ha fatto fortuna con una piantagione di caffè.
Il 2 gennaio 1838 raggiunge Santiago di Cuba, città cubana che ha accolto molti fuoriusciti francesi; all'arrivo in città è accolto con onori.
Poco dopo in città si diffonde la febbre gialla e l'Antommarchi muore il 3 aprile, a 57 anni, a causa della malattia.

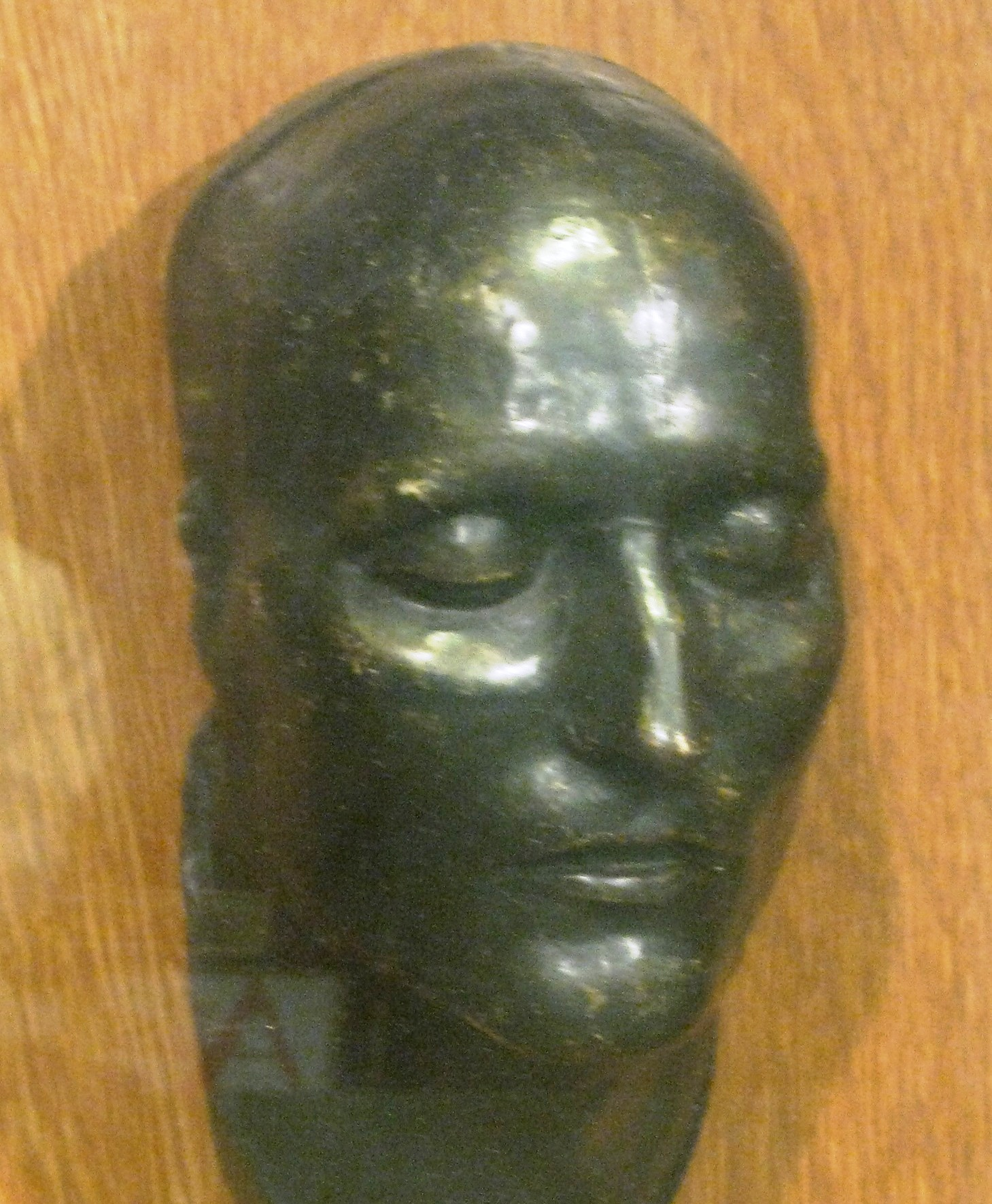
La maschera mortuaria di Napoleone del 1821, opera di Antommarchi.